# Kansai Electric Power Building
 (avril 2023).
Si vous disposez d'ouvrages ou d'articles de référence ou si vous connaissez des sites web de qualité traitant du thème abordé ici, merci de compléter l'article en donnant les références utiles à sa vérifiabilité et en les liant à la section « Notes et références ».
Le Kansai Electric Power Building appelé aussi KEPCO Headquarters (関電ビルディング) est un gratte-ciel de bureaux de 195 mètres de hauteur construit à Osaka de 2000 à 2004 et qui abrite les locaux de la compagnie d'électricité Kansai Electric Power Company.
En 2023, c'était l'un des 10 plus hauts immeubles de la Préfecture d'Osaka. L'immeuble a été conçu par l'agence d'architecture Nikken Sekkei.